# Gasthof Kohlsdorf

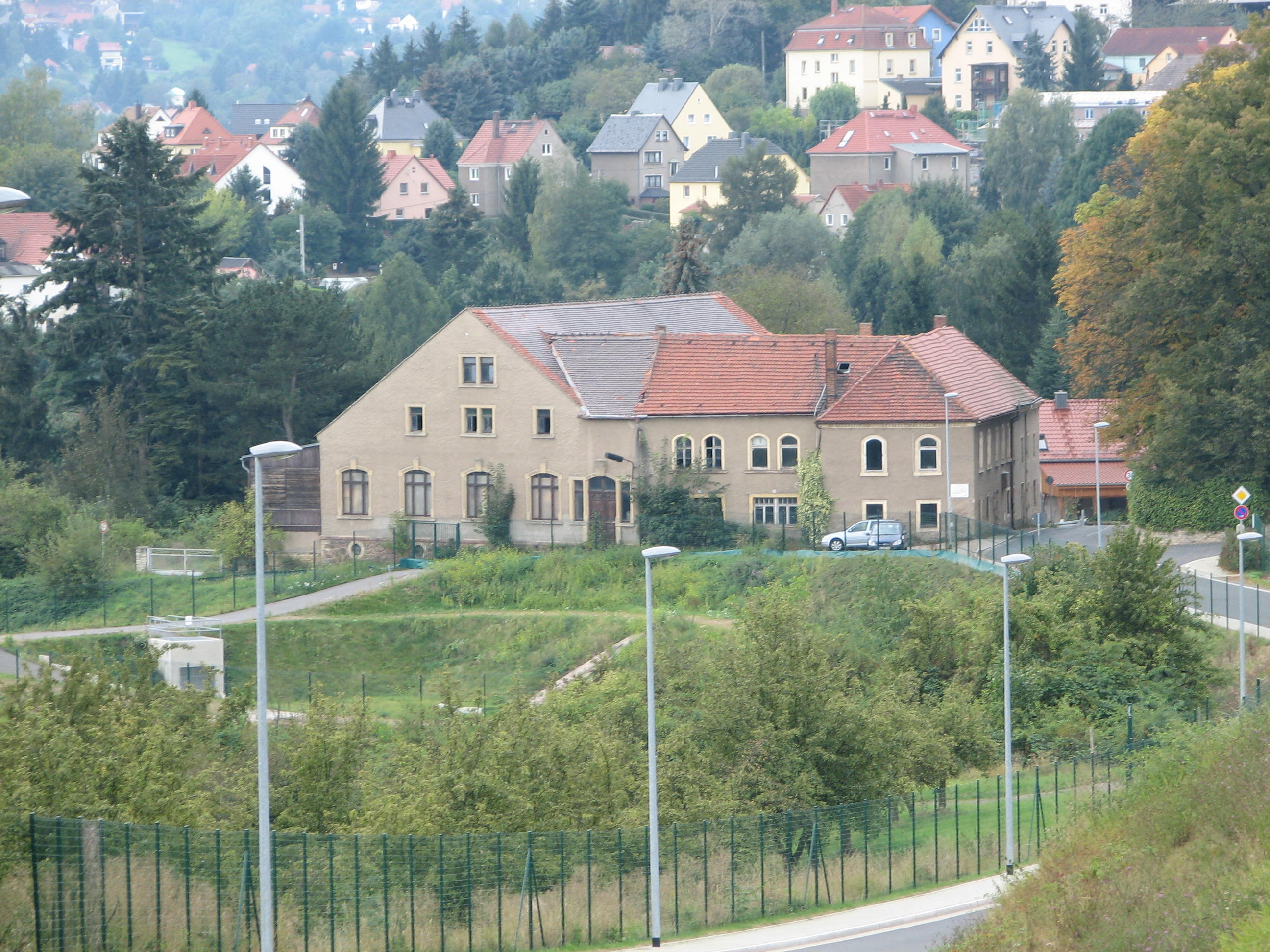
Der ehemalige Gasthof, im Hintergrund Wurgwitz

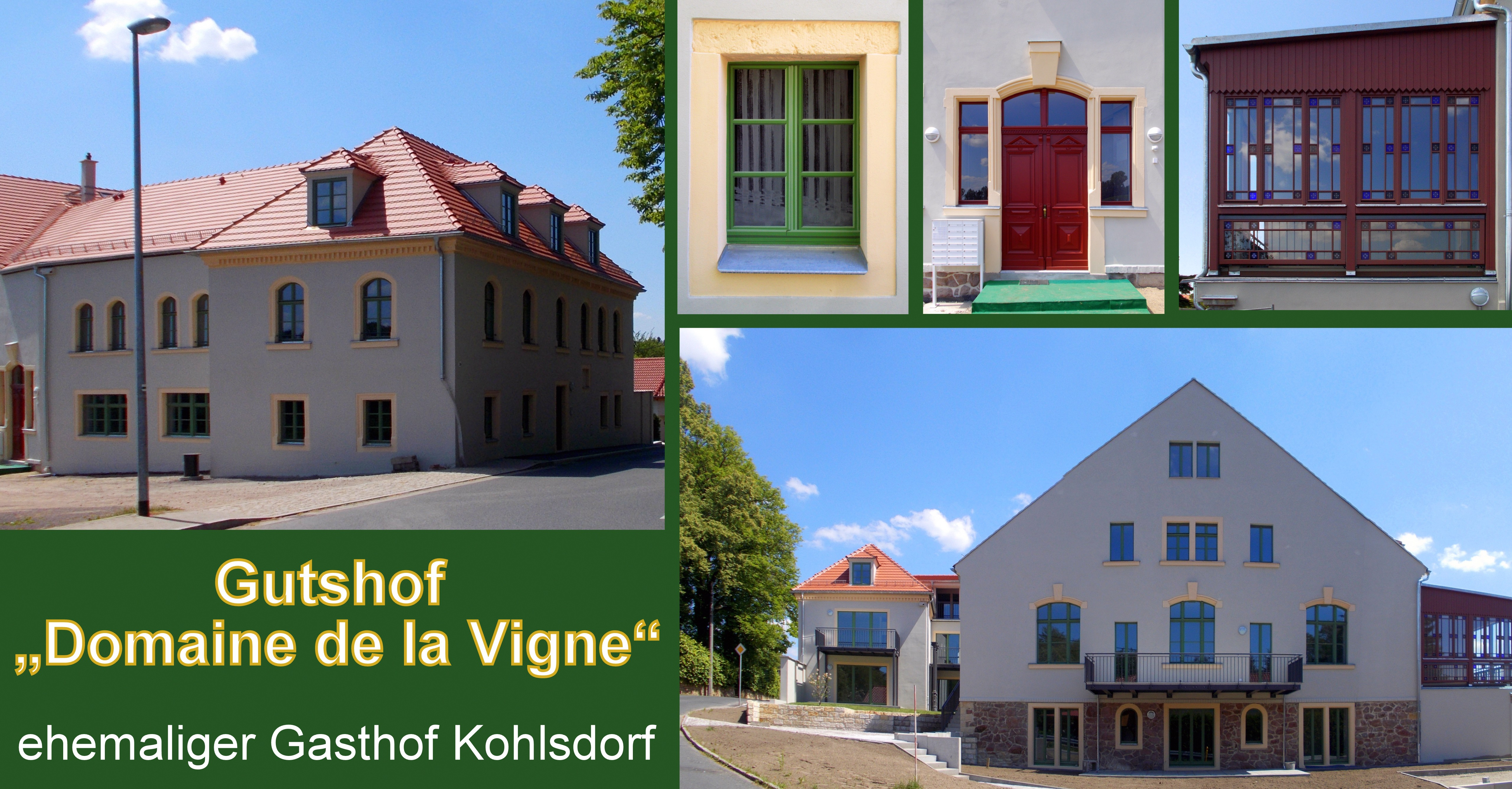
Der Umbau zum Wohngebäude – Gutshof „Domaine de la Vigne“

Der ehemalige Gasthof Kohlsdorf ist ein Gebäude in der Freitaler Gemarkung Kohlsdorf (Stadtteil Wurgwitz). Es hat den Status eines Kulturdenkmals.

## Geschichte
Bereits seit dem 15. Jahrhundert wird eine Gaststätte in Kohlsdorf genannt. Die dokumentierte Geschichte des Gasthofes beginnt am 27. März 1883, als Friedrich Wilhelm Lommatzsch den Gasthof „Zum Grünen Thälchen“ übernahm. Er erweiterte das Gebäude um einen großen Saal, der um 1900 fertiggestellt wurde. Die Einkehr bekam zu dieser Zeit den Namen „Gasthof Kohlsdorf“, unter dem sie in den Folgejahren vor allem durch Tanzveranstaltungen und Sonderangebote große Bekannt- und Beliebtheit bei den Einwohnern von Dresden und der Dörfer im Plauenschen Grund gewann. Nach 1900 folgen weitere Bauten. Hinter dem Gasthof entstand ein Freigelände, auf dem ein Platz zum Vogelschießen vorhanden war.
Gegenüber dem Stammhaus entstand in den 1920er Jahren eine Kegelbahn. Für kurze Zeit war am Hammerteich eine Badestelle von den Inhabern des Gasthofes eingerichtet worden, die wegen mangelnder Benutzung aber wieder geschlossen wurde. Nach den Weltkriegen konnte der Betrieb jedes Mal weitergeführt werden, aufgrund von Versorgungsmangel und anderen Einschränkungen in der DDR-Zeit wurde der Gasthof 1958 geschlossen. Seitdem werden die Säle nicht mehr genutzt, der vordere Teil des Gebäudes war noch längere Zeit Wohnhaus. Danach stand der ehemalige Gasthof für einige Jahre vollständig leer.
Im Januar 2017 begannen umfangreiche Sanierungsarbeiten an dem Gebäudekomplex. Es entstanden insgesamt 19 Zwei- bis Vierraumwohnungen. Der ehemalige Ballsaal konnte nicht erhalten bleiben, er wurde mit einer Zwischendecke geteilt.